# Megalomàrtir

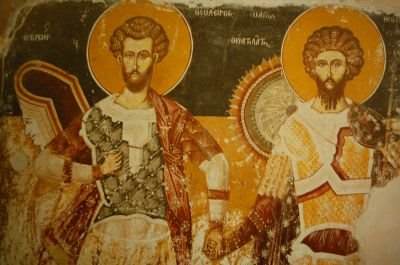
Icona dels megalomàrtirs Teodor d'Amasia i Teodor el General al monestir de la Transfiguració de Prílep (Macedònia del Nord)

En el cristianisme ortodox i les esglésies catòliques de ritu oriental, un megalomàrtir (grec medieval: μεγαλομάρτυς) o gran màrtir és un màrtir que ha afrontat un suplici particularment atroç i prolongat en nom de la fe, sovint amb l'ocurrència d'esdeveniments prodigiosos i conversions entre els presents. Els megalomàrtirs no es distingeixen únicament per la cruesa del martiri, sinó també per la difusió del seu culte.
Es compten com a megalomàrtirs els cristians dels primers segles després de Crist que foren martiritzats abans de l'Edicte de Milà. El terme es reserva als laics, puix que els religiosos són recordats com a hieromàrtirs.  Els megalomàrtirs no constitueixen una classe a part de sants, però són recordats juntament amb els altres màrtirs en la litúrgia. És particularment emblemàtic el cas de sant Jordi, recordat justament amb l'epítet de «Megalomàrtir». De fet, un cop capturat, sant Jordi hauria patit el martiri tres vegades consecutives, havent estat ressuscitat una vegada rere l'altra fins que fou decapitat definitivament. Ho presenciaren nombroses persones que, com Alexandra de Roma, foren tan commogudes pel seu sofriment i el seu exemple que també es convertiren al cristianisme.